# Deutsche Digitale Bibliothek
La Deutsche Digitale Bibliothek o DDB (Biblioteca digital d'Alemanya) és una biblioteca pública en línia que aplega el patrimoni cultural i científic d'Alemanya.
La DDB és el soci de l'Estat Alemany al portal Europeana. Només accepta contribucions d'organitzacions que participen en el projecte que són d'accés lliure que també tenen la responsabilitat de vetllar la qualitat de les obres que depositen al repositori. Aquest projecte vol contribuir a fer que el patrimoni sigui accessible a persones que generalment no visiten biblioteques o museus.
El 2009 el govern federal alemany va decidir crear i finançar la biblioteca. És una iniciativa conjunta del govern federal, dels estats federats i dels municipis d'Alemanya. L'accés a les dades és de franc, els usuaris han nogensmenys de respectar els drets d'autors en utilitzar els documents. La primera versió experimental va ser llançada el novembre de 2012 i la versió completa el 31 de març de 2014. L'octubre de 2018, 4358 institucions alemanyes participaven en el projecte: arxius, biblioteques, instituts de recerca, museus, mediateques… També ha de contribuir a protegir el patrimoni documental contra catàstrofes com l'esfondrament de l'arxiu municipal de Colònia o incendis en conservar còpies numeritzades.
El 2012 contenia uns 5,6 milions de documents i a l'inici del 2018 ja eren 24 milions. Tot i això, el motor de recerca no té una veritable interficie fàcil de servir i encara no permet filtrar fàcilment els documents, que sovint són de qualitat poc lisibles per l'antiga tipografia en fraktur sense transcripció en caràcters romans.